# Мань-Картынгъя
Мань-Картынгъя (устар. Мань-Картын-Я) — река в Берёзовском районе Ханты-Мансийского автономного округа. Устье реки находится в 129 км по левому берегу реки Сысконсынгъя. Длина реки составляет 21 км.

## Данные водного реестра
По данным государственного водного реестра России относится к Нижнеобскому бассейновому округу, водохозяйственный участок реки — Северная Сосьва, речной подбассейн реки — Северная Сосьва. Речной бассейн реки — (Нижняя) Обь от впадения Иртыша.